# 相澤美智子
相澤 美智子（あいざわ みちこ、1971年 - ）は、日本の法学者。専門は労働法。一橋大学大学院法学研究科教授、博士（法学）。西尾学術奨励賞受賞。

## 人物・経歴
愛知県出身。1991年愛知県立千種高等学校卒業、一橋大学法学部入学。在学中スワースモア大学に留学し平和学を学ぶ。1995年一橋大学法学部卒業。学部は国際法の大谷良雄ゼミ出身。1995年一橋大学大学院入学、盛誠吾教授に師事。1996年カリフォルニア大学バークレー校法科大学院修士課程修了。1998年一橋大学大学院法学研究科修士課程修了。2001年東京都立大学 (1949-2011)大学院社会科学研究科博士課程単位取得。2015年、『雇用差別への法的挑戦－アメリカの経験・日本への示唆』により、一橋大学博士（法学）の学位を取得。審査員は盛誠吾、阪口正二郎、髙橋真弓。 
東京大学社会科学研究所助手在任中、再びカリフォルニア大学バークレー校法科大学院に留学し、リンダ・クリーガー教授の下で雇用差別禁止法を学んだ。2004年から一橋大学大学院法学研究科専任講師、2012年同准教授。2013年、著書『雇用差別への法的挑戦―アメリカの経験・日本への示唆』により、ジェンダー法学会西尾学術奨励賞受賞。
内閣府障がい者制度改革推進本部障がい者制度改革推進会議差別禁止部会専門協力員、厚生労働省変化する賃金・雇用制度の下における男女間賃金格差に関する研究会委員等も務める。趣味はクラシック音楽で、2009年にはピアノ演奏でヴァイオリンの水林彪教授（日本法制史）とのデュオで、アマチュア室内楽フェスティバルのみなとみらい賞を受賞し、リサイタルを行った。
2021年1月、一橋大学大学院法学研究科教授。

## 著書
- 『導入対話によるジェンダー法』（共著）不磨書房 2005年
- 『比較判例ジェンダー法』（浅倉むつ子,角田由紀子共編,共著）不磨書房 2007年
- 『雇用差別への法的挑戦―アメリカの経験・日本への示唆』創文社 2012年
- "The Sage Handbook of Gender and Psychology"（共著）Sage 2013年
- 『アクチュアル労働法』（毛塚勝利,脇田滋,米津孝司共編,共著）日本評論社 2014年
- 『労働法 NBS』（和田肇,緒方桂子,山川和義と共著）日本評論社 2015年